# Francisco Cardoso Ribeiro
Francisco Cardoso Ribeiro (Cachoeira, na Província de São Paulo, 17 de maio de 1876 — cidade do Rio de Janeiro, 16 de maio de 1932) foi ministro do Supremo Tribunal Federal (STF).

## Biografia
Estudou na Faculdade de Direito de São Paulo, onde se diplomou em Ciências Jurídicas e Sociais em 1896. Exerceu os cargos de promotor público de Pindamonhangaba e de juiz de direito das comarcas de Campos Novos de Paranapanema, Santa Cruz do Rio Pardo, Taubaté, Atibaia e Campinas.
Foi secretário da justiça e segurança pública do estado de São Paulo (1920) e ministro do Tribunal de Contas do Estado de São Paulo. Atuou como desembargador do Tribunal de Justiça de São Paulo, em 1925.
Nomeado pelo presidente Washington Luiz  para exercer o cargo de ministro do Supremo Tribunal Federal, por meio de decreto de 18 de abril de 1927, Cardoso Ribeiro tomou posse em 25 de maio seguinte, ocupando a vaga decorrente da aposentadoria do ministro Joaquim Xavier Guimarães Natal
Exerceu o cargo de ministro do Supremo Tribunal Federal até o seu falecimento, ocorrido em 16 de maio de 1932, na cidade do Rio de Janeiro. Foi sucedido pelo ministro Laudo de Camargo.